# 金石城
金石城（かねいしじょう）は、長崎県対馬市厳原町にあった日本の城。市街を挟んで北東隣の桟原城（さじきばらじょう）とあわせて厳原城（いずはらじょう）ともいう。

## 歴史

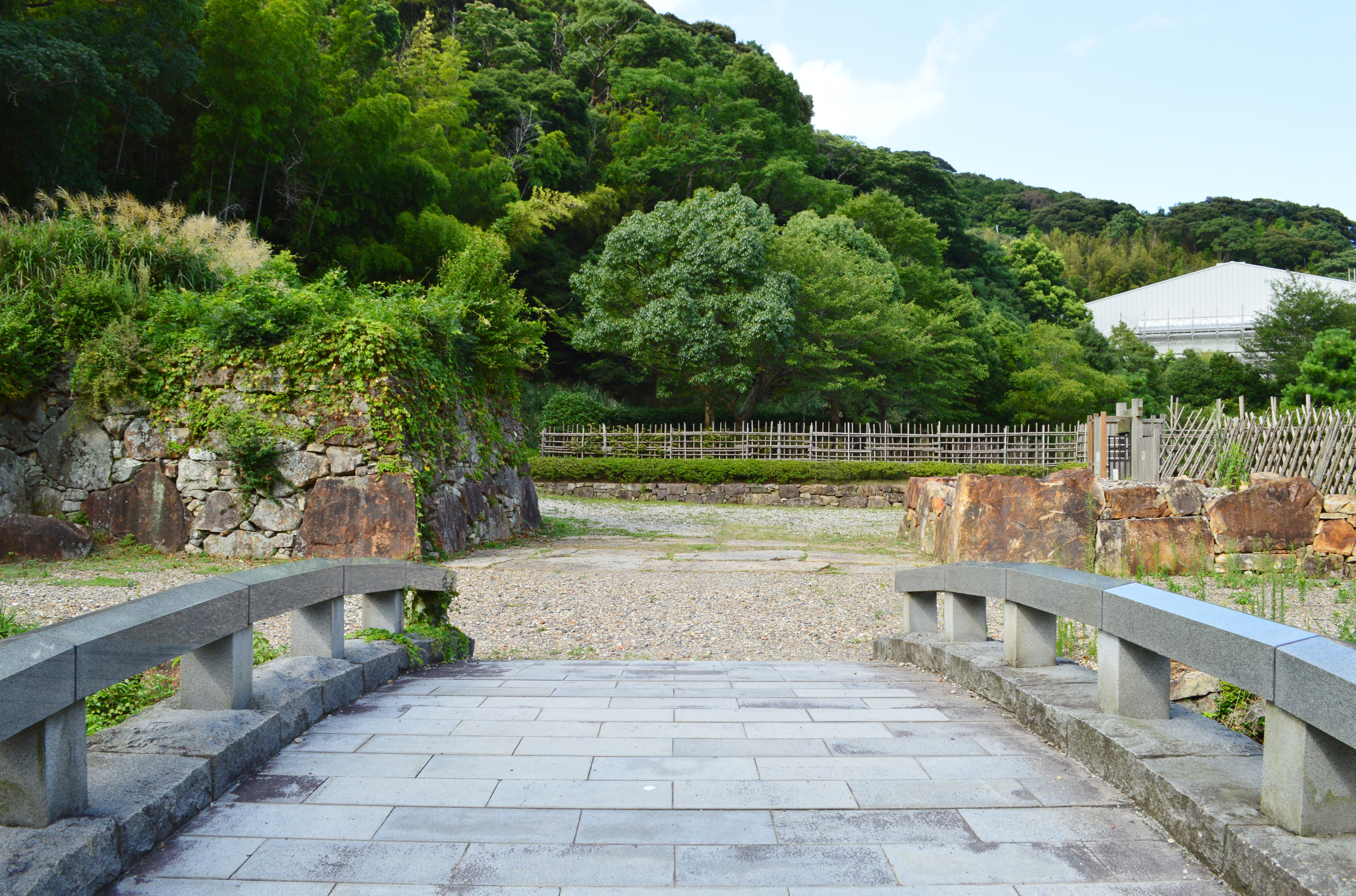
搦手門（石垣は一部復元）

享禄元年（1528年）に、宗将盛がこの地に築いた金石屋形（かねいしのやかた）を始めとする。
金石城は、文禄・慶長の役の際に築かれた清水山城の麓に位置する平城で、宗氏の居城だった。金石屋形を、朝鮮通信使を迎えるために、近世城郭に改築したといわれ、石垣や堀切が廻らされたが、天守は築かれず1669年（寛文9年）に宗義真によって造られた大手口の櫓門を天守の代用としていた。
万治2年（1659年）の大火で市街とともに焼失し、万治3年（1660年）に宗義真によって城下の再建が行われた。寛文5年（1665年）に整備・拡張されて以降は金石城といった。延宝6年（1687年）に新たに桟原城が築かれ、藩庁としての機能は移動したが、その後も城は存続し、文化年間には焼失した大手櫓を再建している。
1813年（文化10年）に火災でこの大手門櫓は焼失し、1817年（文化14年）二重櫓門を再建したが、老朽化により1919年（大正8年）に解体された。
城内の一角には1988年（昭和63年）に台風によって倒壊した桟原城大手門（通称：高麗門）が移築復元されている。万松院宗家文庫に保存されていた模型を基に、1990年（平成2年）、旧厳原町の “平成の城下町づくり事業”の核として、古写真や模型などに基づき木造によって二重の櫓門が再び復元された。城跡は、国の史跡に指定されており、城内で発掘調査された庭園は国の名勝に指定されている。
敷地の北西隅には「心字池」を作ったとの記録があり（宗家文書）、戦後は厳原中学校の校庭に噴水を有する池があったが、1997年（平成9年）から2004年（平成16年）にかけて史跡の整備・発掘調査とともに園池の発掘と整備が行われた。